# Лацомба
Лацомба (груз. ლაწომბა) — село в Грузии, на территории Местийского муниципалитета края (мхаре) Самегрело-Верхняя Сванетия.

## География
Село находится в северо-западной части Грузии, к востоку от реки Накры (правый приток Ингури), на расстоянии приблизительно 25 километров (по прямой) к западу от посёлка городского типа Местиа, административного центра муниципалитета. Абсолютная высота — 1452 метра над уровнем моря.

## Население
По результатам официальной переписи населения 2014 года в Лацомбе проживало 20 человек (12 мужчин и 8 женщин). В национальной структуре населения грузины составляли 100 %.
| Год  | Население, человек |
| ---- | ------------------ |
| 2002 | 0                  |
| 2014 | ↗ 20               |